# Höf-Präbach
Höf-Präbach là một đô thị thuộc huyện Graz-Umgebung bang Steiermark, nước Áo. Đô thị Höf-Präbach có diện tích 10,61 km², dân số thời điểm cuối năm 2005 là 1407 người.